# سيل خانعلي (مقاطعة دلفان)
سيل خانعلي (بالفارسية: سیل خانعلی) هي قرية تقع في قسم كاكاوند الغربي الريفي (مقاطعة دلفان) في إيران.